# 雲仙観光ホテル

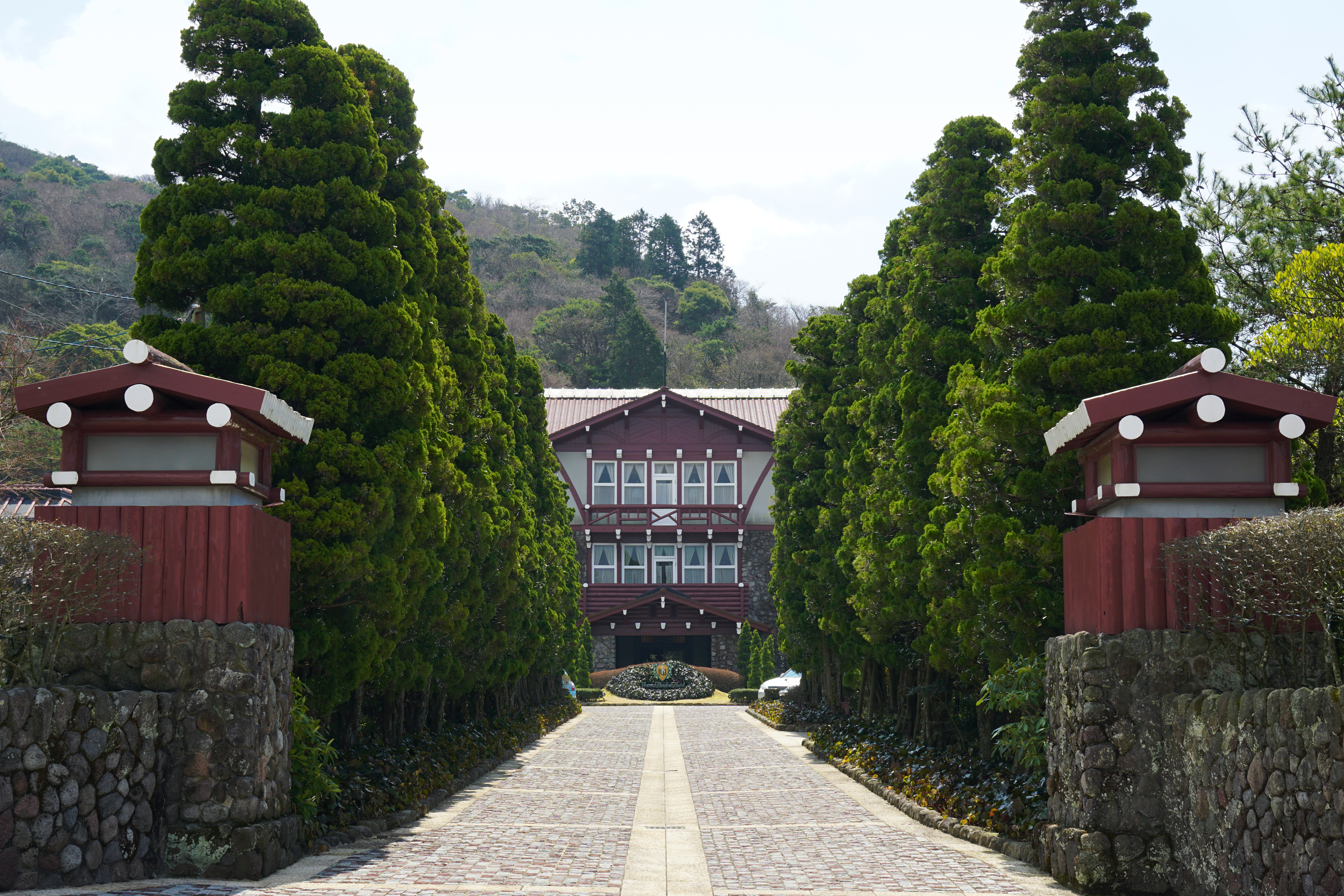
門前

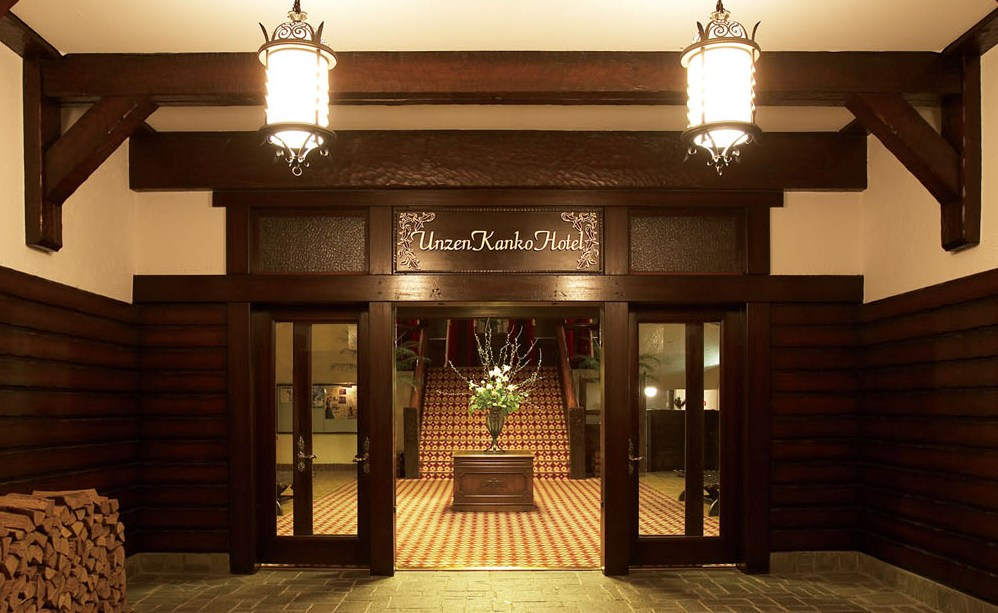
エントランス。硝子ドアと真鍮製のドアノブはホテルオリジナルであり、70年以上現存する。

雲仙観光ホテル（うんぜんかんこうホテル、英: Unzen Kanko Hotel）は、長崎県雲仙市小浜町雲仙にあるクラシックホテル、ならびにそれを運営する企業（株式会社雲仙観光ホテル）である。

## 歴史

### 開業まで
1932年（昭和7年）、当時の鉄道省観光局は日本への外国人客誘致による外貨獲得のための国策として、日本各地に15のホテルを建設しようと計画した（国策ホテルも参照）。これにより政府による低金利融資を受け上高地や琵琶湖をはじめ、日本各地に外国人向けホテルが建設されることになるが、その一環として、日本郵船が運営していた上海航路などにより外国人客が多く訪れていた雲仙にも洋式ホテルの建設が決定した。
国から融資を受けた長崎県は、県選出の代議士で大阪の堂ビルホテル経営実績がある堂島ビルヂング社長・橋本喜造に建設と運営を依頼。1935年（昭和10年）10月10日、国有地及び県有地約3,200坪の敷地に雲仙観光ホテルが誕生した。雲仙国立公園が日本で初めての国立公園として指定されたその翌年のことであった。

### 開業から現在まで
近代設備が整った豪華絢爛なホテルは、景勝雲仙の恵まれた自然に囲まれ内外の評価も高まり、多くの賓客を迎えた。その中で、ハンガリー文化使節団メゼイ博士は雲仙の絶景とホテルを絶賛したという。「雲仙の自然は実に素晴しい。南欧チロルの山の美にリビアの海の美を加えたようなものだ。崇高な世界美というものは、東洋的美と西洋的美が一体となったものだと思うが、雲仙でこれを発見することができた。東洋的であり、西洋的であり、しかも何ら不自然さがない。（1938年2月27日・大阪朝日新聞所蔵）」との言葉を残している。
しかしホテルの安らぎは長くは続かなかった。戦争へ突入した日本で、軍の徴用施設となった雲仙観光ホテルは、戦後引き続き駐留米軍に接収され休暇ホテルとして使用された。1950年（昭和25年）に接収が解除され、営業を再開。同年、国際観光整備法に基づき、政府登録ホテル（政府登録国際観光旅館）に登録された。（第ホ29号）
1954年（昭和29年）3月には映画化された全国的な人気ラジオドラマ「君の名は」―第3部雲仙―」の舞台にもなっている。また、1961年（昭和36年）4月24日より3日間、長崎県を訪問した昭和天皇・香淳皇后夫妻を迎えた。1979年（昭和54年）、日本建築学会より近代日本の名建築に選ばれ、建築は建てられた時代を象徴する総合芸術であると共に、歴史を伝えるモニュメントでもあるとの評価を受けている。
2003年（平成15年）、国の登録有形文化財となったのを機に、「新しくノスタルジア」というコンセプトのもと、大リニューアルを行っている。開業当時のホテルの姿に戻すべく、客室の全面リニューアルと浴場やダイニング、廊下を改修。開業時あった図書室・撞球室、映写室を再現した。
2007年（平成19年）11月には、経済産業省の「近代化産業遺産」に認定されている。

## 建築概要
日本の在来建築にアルプス地方に見られるスイス山小屋風のデザイン（ハーフティンバー様式）を融合。地下及び１階はRC造で、骨材は丸石。2・3階は木造。外観は、柱や梁（はり）、斜材など木造骨組をそのまま外部に出すハーフティンバー技法と雲仙の溶岩石と杉やヒノキなどの丸太を組み合わせ、落ちついた雰囲気に仕上がっている。
内部は、床材に米松、手摺りはインドネシア産の硬木材・ジェルトン（Dyera spp., 主にクワガタノキ D. costulata）などの建築資材を用い、各所に手斧（ちょうな）削りと呼ばれる日本の伝統的な技も見られる。ドアノブの位置は床からの高さ135cmと、明らかに日本人ではなく欧米人のサイズになっている。竹中工務店、設計施工の第一号となったホテル。設計は、早良俊夫。

## 沿革
- 1934年（昭和9年） - 株式会社雲仙観光ホテル設立。
- 1934年（昭和9年）12月 - 竹中工務店施工によりホテル建築に着手。
- 1935年（昭和10年）10月10日 - 雲仙観光ホテル開業。
- 1938年（昭和13年） - ハンガリー文化使節、イストラン・メゼイ博士宿泊。
- 1938年（昭和13年） - 久邇宮妃、佐世保海軍、大村陸軍病院慰問のため立ち寄る。
- 1941年（昭和16年） - 社団法人日本ホテル協会設立、橋本喜造が理事となる。
- 1944年（昭和19年）7月 - 株式会社堂島ビルヂングが株式会社雲仙観光ホテルを吸収合併。
- 1946年（昭和21年） - 終戦を受けて米軍により接収され、一般営業を停止。
- 1950年（昭和25年） - 接収が解除され、営業再開。国際観光ホテル整備法による政府登録ホテルとなる。（登録ホ第29号）
- 1954年（昭和29年） - 雲仙を舞台とした映画「君の名は」のロケが始まり、ホテルが撮影場所となる。
- 1961年（昭和36年）4月 - 昭和天皇・香淳皇后来仙に際し宿泊。
- 1963年（昭和38年） - 金蘭ハイヤー開業。
- 1964年（昭和39年） - ホテルの料亭として、天麩羅「魚苑」新設。
- 1969年（昭和44年） - 別館新築工事（和室及び和式宴会場新設）。
- 1980年（昭和55年） - 別館和室大改造工事。
- 1984年（昭和59年） - 雲仙ゴルフ場野外で「セレクトライブアンダーザスカイ」が開催され、出演者の内ハービー・ハンコック、ビル・エヴァンスらが宿泊。
- 1995年（平成7年） - 第49回全国野鳥保護の集い開催、常陸宮、同妃夫妻が宿泊。
- 2002年（平成14年） - 本館屋根、外壁工事開始。
- 2003年（平成15年） - 国の登録有形文化財に登録される。
- 2004年（平成16年） - 本館屋根、外壁工事完了、第一期改修工事。
- 2005年（平成17年） - 第二期改修工事。
- 2006年（平成18年） - 第三期改修工事。
- 2007年（平成19年） - 第四期改修工事。長崎県まちづくり景観資産に登録される。
- 2008年（平成20年） - 第五期改修工事。経済産業省「近代化産業遺産」に認定される。
- 2020年（令和2年）4月1日 - 堂島ビルヂングからホテル事業を独立し、株式会社雲仙観光ホテル（2代目）を設立。

## 施設
- ダイニングルーム

「高い天井と200畳の広さを持つダイニングルームは、かつてダンスパーティーも開催され社交の場としての役割を果たした。」 和華蘭を取り入れたフランス料理、和食が楽しめる。
- バー
- カフェテラス

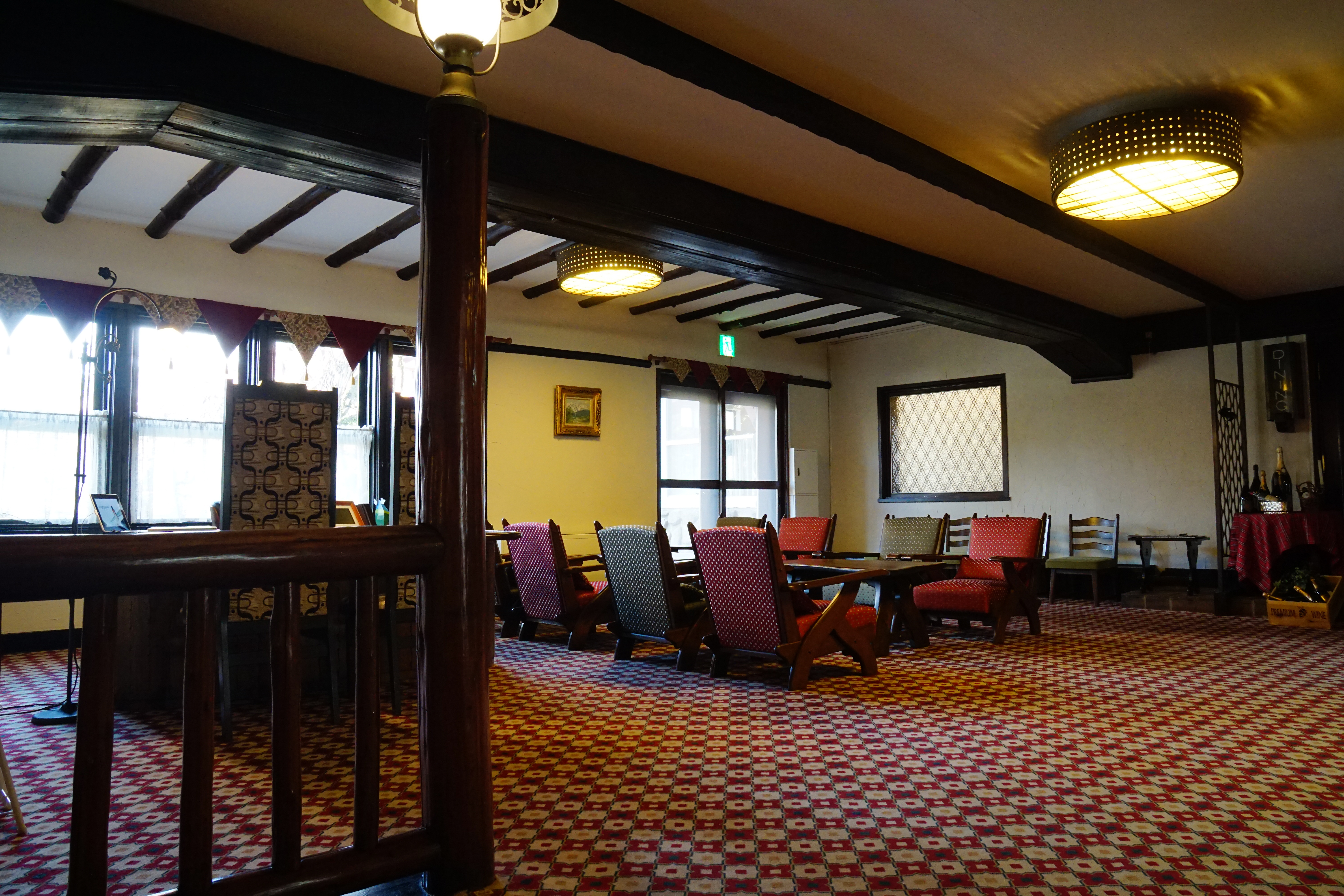
ロビー
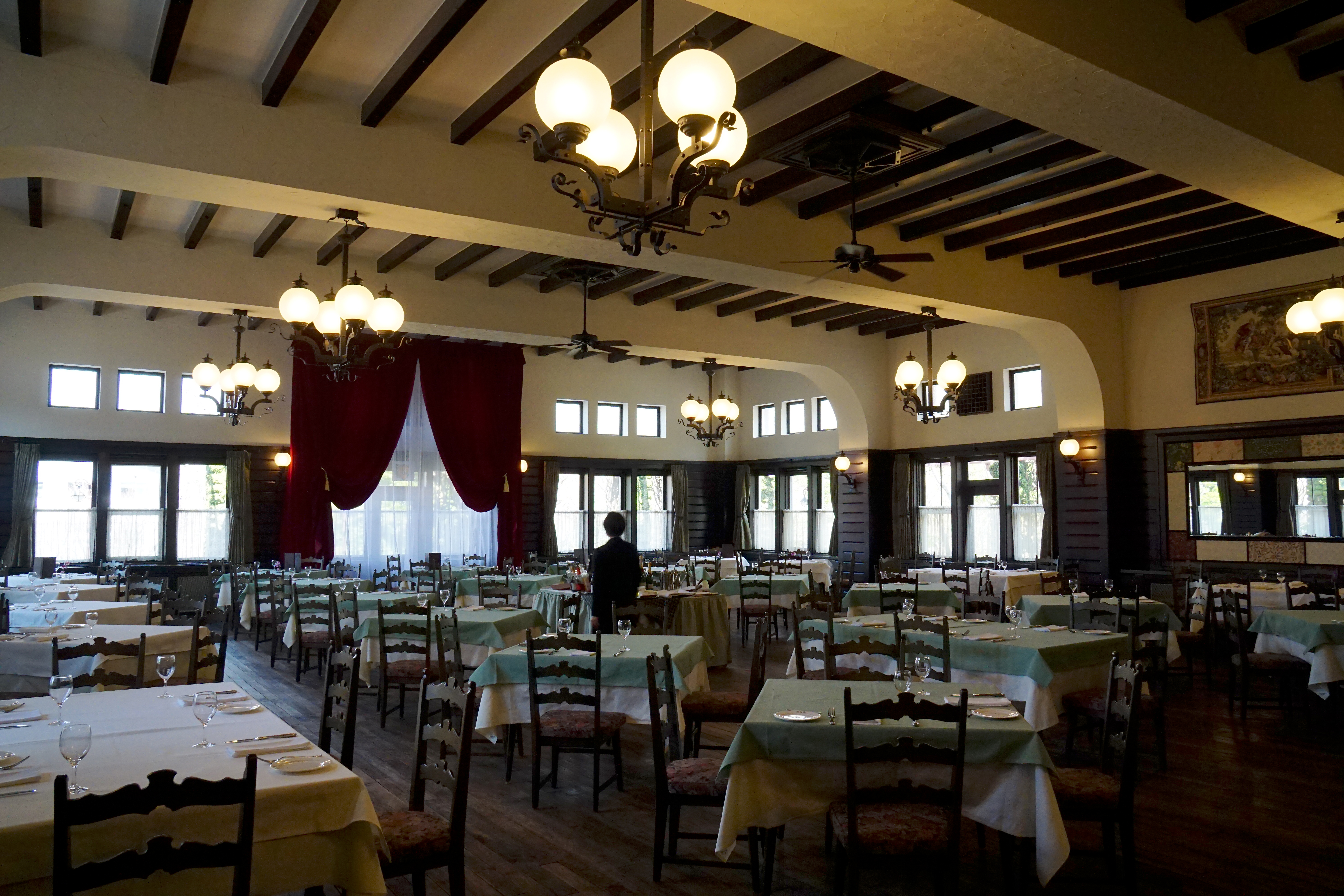
ダイニングルーム
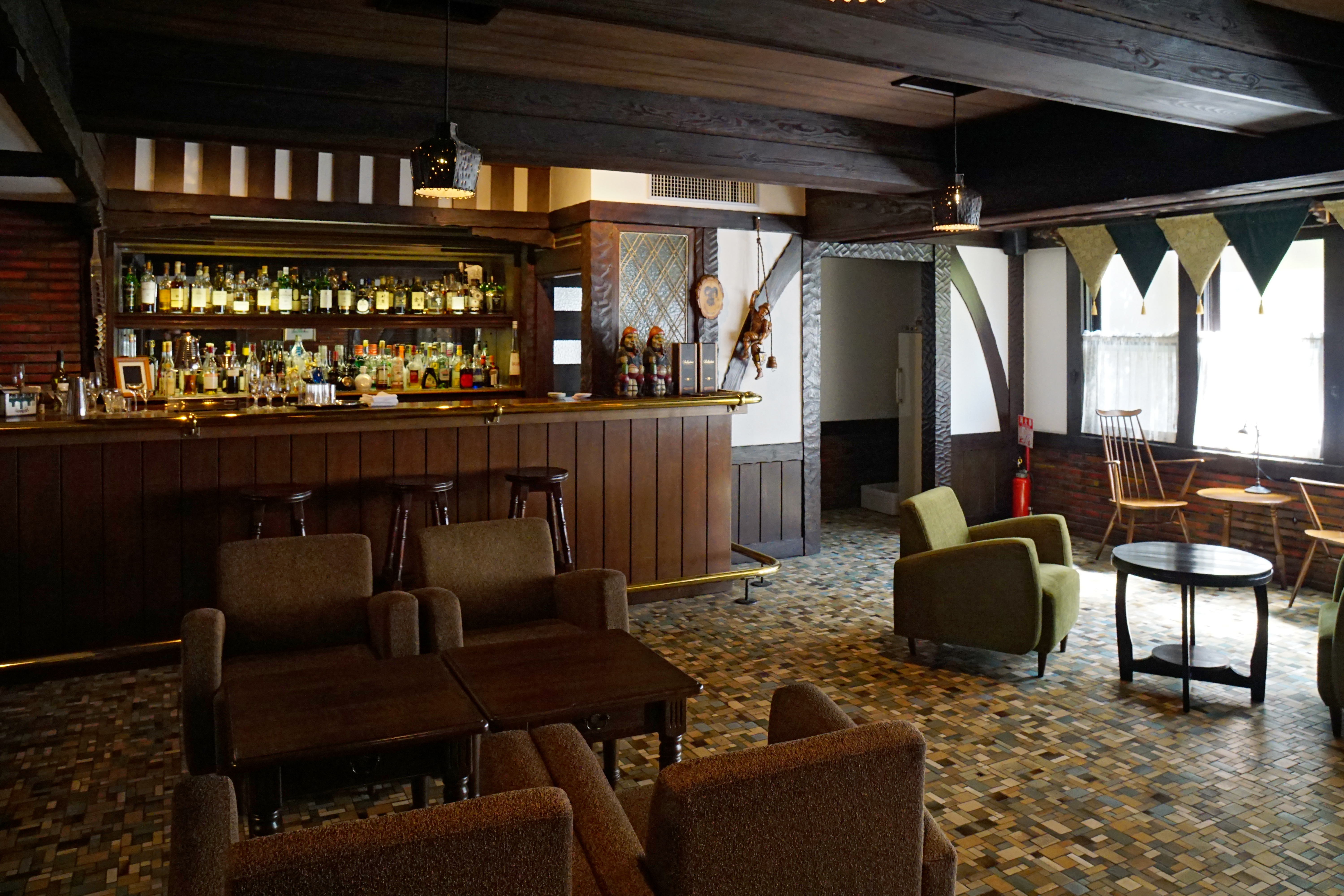
バー

## 周辺
- 雲仙温泉
- 雲仙郵便局
- 小浜消防署雲仙分駐所
- 雲仙岳特別地域気象観測所
- 雲仙スパハウスビードロ美術館
- 雲仙お山の情報館
- 温泉神社
- 雲仙市役所小浜支所雲仙出張所